# ピエール・ラルース
ピエール・ラルース（Pierre Larousse、1817年10月23日 - 1875年1月3日）は、フランスの教育者、百科事典の執筆、編集者として知られる人物である。百科事典のプチ・ラルースなどは、彼の名に由来する。

## 若い頃

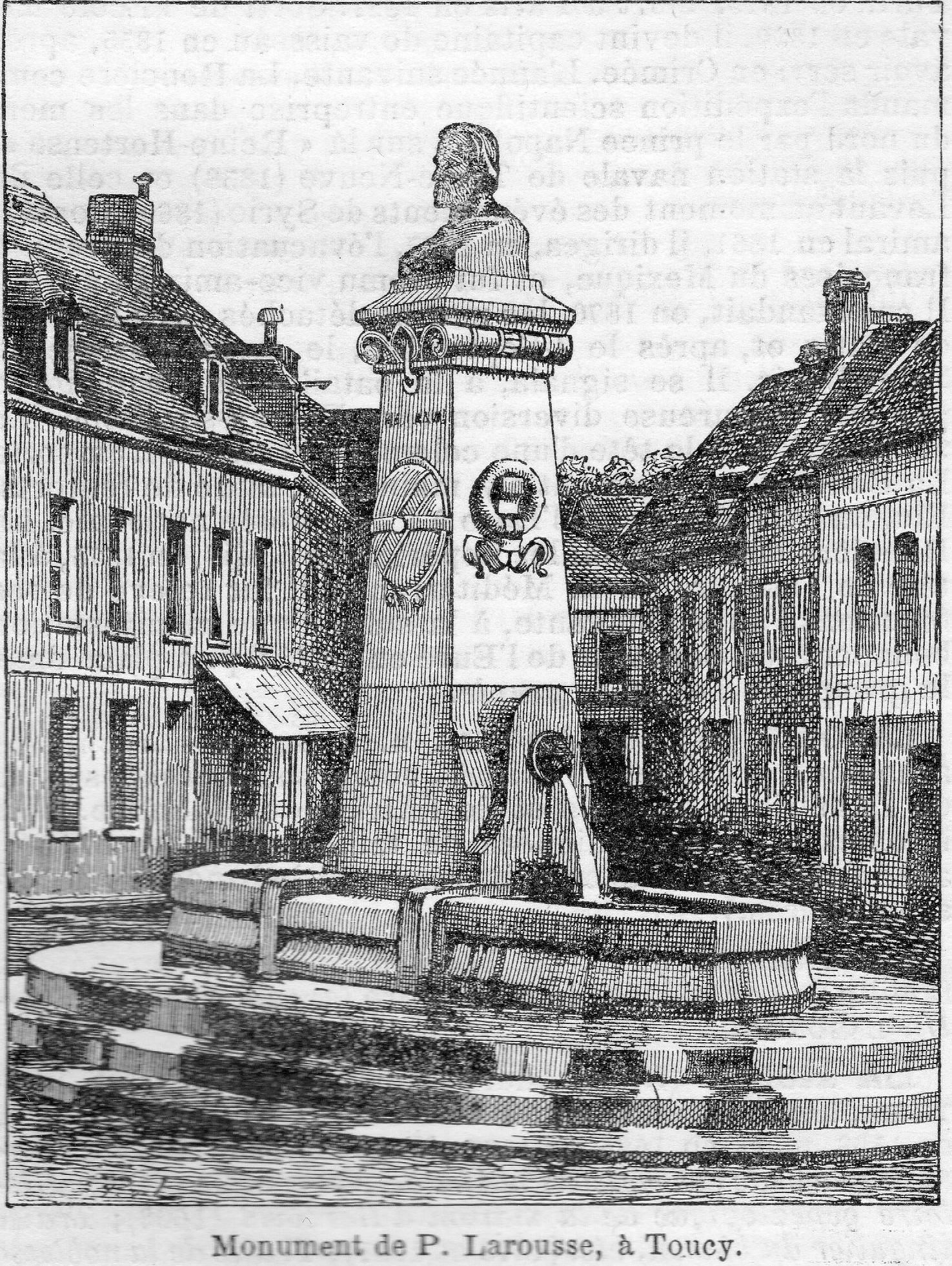
故郷にあるピエール・ラルース記念碑（20世紀初頭）

ピエール・ラルースは、トゥシーで生まれ、父親は鍛冶屋だった。16歳の時、奨学金を得てベルサイユの教育学校で学んだ。4年後、初等学校で教えるためにトゥシーに戻ったが、古めかしく柔軟性に欠ける教育方法に失望していた。1840年、無料講座を受けることにより、自らの教育を改善させるためにパリに向かった。

## 経歴

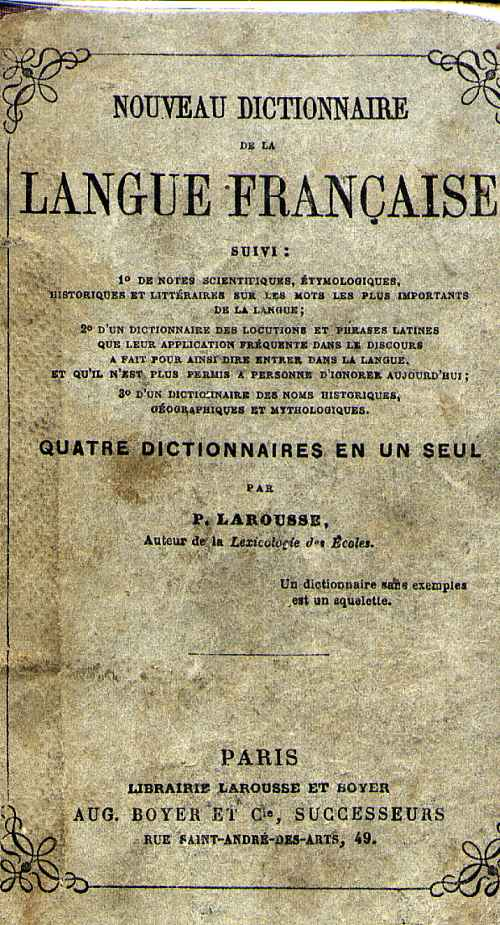
ラルースの最初のフランス語辞典の表紙（1856年）

1848年から1851年まで、ボーディングスクールで教えており、そこで未来の妻Suzanne Caubelに出会った（ただし、1872年まで結婚はしなかった）。1849年、ともに、子供向けにフランス語講座を公開した。1851年、幻滅していたかつての教師Augustin Boyerに出会い、共同でthe Librairie Larousse et Boyer (Larousse and Boyer Bookshop)を設立し、生徒の創造性と自立性を向上させることに重点を置いて、子供向けに進歩的な教科書、教師向けに教育マニュアルを出版した。1856年には、プチ・ラルースの前触れである「新フランス語辞典」を出版したが、ラルースはすでに次のより大きなプロジェクトの計画を立て始めていた。1863年12月27日、ラルース百科事典の第1巻が登場した。この事典はヴィクトル・ユーゴーに賞賛され、傑作になった。モダンで改定された形式が今も高い評価を受けている。1869年、ラルースはBoyerとの協力関係を解消し、残りの人生を百科事典の執筆に費やした。1875年、パリでラルースが疲労による脳卒中で亡くなった後に、ラルースの甥Jules Hollierにより仕上げられた（全15巻）。

## レガシーの出版
出版社のラルースは今も存続しているが、1984年にCompagnie Européenne de Publication、1997年にHavas、1998年にVivendi Universal、2002年にLagardère Groupに買収された。ラルース百科事典の英語版は、Hamlyn (publishers)とPrometheus Booksにより何十年にわたり出版された。